# Lama (украинская певица)
Lama, настоящее имя — Ната́лья И́горевна Дзе́нькив (укр. Наталя Ігорівна Дзеньків; род. 14 декабря 1975, Ивано-Франковск) — украинская певица, автор песен, вокалистка и единственный постоянный участник одноимённой группы.
В начале 1990-х годов Наталья пела в группе «Магия». В 2005 году основала группу Lama. Дебютный альбом группы имел большой успех — за неделю после выхода было продано около 20 тысяч дисков. В 2007 году певица получила премию MTV Europe Music Awards в категории «Лучший украинский исполнитель».

## Биография
Наталья Дзенькив родилась 14 декабря 1975 года в городе Ивано-Франковске, в артистической семье. Её родители много гастролировали, а Наталью оставляли с бабушкой, которая и занималась её воспитанием. Иногда они брали дочку на гастроли.
В детстве Наталья обучалась балету, но танцовщицей так и не стала. Она также мечтала стать фигуристкой, но в Ивано-Франковске не было школы по фигурному катанию, поэтому учиться ей пришлось самостоятельно. Стояла на коньках она с пятилетнего возраста, практикуясь на катке во дворе дома. После переезда в Киев, начала заниматься фигурным катанием. Именно в это время появилась группа «Лама». Поняв, что профессионально заниматься фигурным катанием было поздно, Наталья сделала из этого своё хобби.
Всерьёз заняться музыкой Наталье помог балет. На занятиях танцами аккомпаниатор заметила талант девочки и предложила ей позаниматься с ней отдельно. Через год Наталья поступила в музыкальную школу по классу фортепиано. Её сразу приняли в первый класс (без нулевого) и дали программу за третий. Впоследствии она исполняла соло на фортепиано с камерным оркестром. Ещё в детстве Наталья также начала сочинять стихи.
В 1990-х годах Наталья уехала к родственникам в Германию, где, попав на концерт Bon Jovi, осознала, что хочет стать певицей. Родители купили ей синтезатор, и она начала писать собственные песни.
Наталья пошла к родителям в гуцульский ансамбль песни и танца. Там она познакомилась с Виталием Телезиным, работавшим в то время на радио в Ивано-Франковске. Вместе они основали группу «Магия».
Когда группа изжила себя, Наталья решила организовать новый проект, но долго не могла придумать ему названия. Когда она отдыхала в Турции, ей приснился сон, в котором тибетский монах повторял слово «лама». Проснувшись, она решила так и назвать свою группу. «Лама» также стало её вторым именем.
Яркой деталью сценического образа Натальи является индуистский знак бинди — так называемый «третий глаз», который рисуют на лбу. Первым хитом группы стала песня «Мені так треба», которую крутили в эфирах всех украинских радиостанций. Затем последовали «Літак» и «Світло і тінь» и дебютный альбом группы — «Мені так треба». Тогда же в фильме «Сафо» Наталья спела «лирическую исповедь влюбленной женщины» «Знаєш, як болить».
Первый альбом «Менi так треба» был выпущен в 2006 году. Активные участники группы Lama — сама Наталья (солистка, автор лирики), а также Алексей Турянин (гитара), Вячеслав Охрименко (ударные), Олег Драмарецкий (бас-гитара), Поль Солонар (клавишные)
В 2007 году группа Lama получила премию MTV Europe Music Awards в категории «Лучший украинский исполнитель». Lama победила Гайтану, а также группы «Esthetic Education», «Океан Эльзы» и «Вопли Видоплясова».

## Личная жизнь
Лама живёт в Киеве. Все свои песни она пишет сама, иногда с помощью продюсера Виталия Телезина.
Лама интересуется индуизмом, часто посещает храмы кришнаитов и участвует в кришнаитских религиозных обрядах. Лама считает, что именно увлечение Востоком помогло ей стать «стопроцентной женщиной». Под влиянием общения с кришнаитами, Лама также стала вегетарианкой.

## Дискография

### 2006 — Мені так треба
1. Інтро
2. Літак — (Н. Дзенькив / В. Телезин)
3. З тим кого любила — (Lama / Lama)
4. Мені так треба — (Н. Дзенькив / В. Телезин)
5. Моє серце — (Н. Дзенькив / В. Телезин)
6. Не сліди — (Н. Дзенькив / В. Телезин)
7. Обман— (Н. Дзенькив / В. Телезин, Н. Дзенькив)
8. Тіло тремтить — (Н. Дзенькив / В. Телезин)
9. Між зорями
10. Сон
11. Білі вогні
12. Мені так треба 2006

### 2008 — Світло і тінь
1. Intro
2. Світло і тінь — (В. Ровинский / В. Телезин)
3. Я не та
4. Знаєш як болить — (Lama / Lama)
5. Тобі одному
6. Не мама — (Н. Дзенькив / В. Телезин)
7. Його нема
8. В океані
9. А ти співай
10. Світ мрій
11. З джерела

### 2013 — Назавжди
1. Лиш тільки ти 3:22
2. Той вогонь 3:24
3. Ангел 3:42
4. Любов 4:19
5. Нехай все буде так, як є 3:42
6. Фани 3:32
7. Де нема неправди 3:03
8. Rock’n’Roll 3:34
9. Не підведи 3:39
10. Пробач 3:31
11. Тримай 4:05
12. Жовте поле 3:38